# Vanilla inodora
Vanilla inodora é uma espécie de orquídea de hábito escandente e crescimento reptante que existe do México ao sul da América Central. São plantas clorofiladas de raízes aéreas; sementes crustosas, sem asas; e inflorescências de flores de cores pálidas que nascem em sucessão, de racemos laterais.}}